# Chabanière
Chabanière este o comună nouă franceză situată în departamentul Rhône, în regiunea Auvergne-Rhône-Alpes, creată la 1 ianuarie 2017.

## Geografie

### Comune limitrofe
| Saint-André-la-Côte                            | Chaussan                                      | Mornant               |
| Riverie Sainte-Catherine Saint-Romain-en-Jarez |                                               | Saint-Jean-de-Touslas |
| Saint-Martin-la-Plaine (Loire)                 | Saint-Joseph Rive-de-Gier Châteauneuf (Loire) | Tartaras (Loire)      |

### Climă
În anul 2010, clima comunei era clasificată drept climat oceanic degradat specific câmpiilor din centrul și nordul Franței, conform unui studiu realizat de CNRS, bazat pe un set de date care acoperă perioada 1971–2000. În 2020, Météo-France a publicat o nouă tipologie a climei din Franța metropolitană, în care comuna este considerată expusă unui climat montan sau de margine montană și este situată în regiunea climatică de nord-est a Masivului Central, caracterizată printr-o pluviometrie anuală cuprinsă între 800 și 1.200 mm, bine repartizată de-a lungul anului.
Pentru perioada 1971-2000, temperatura medie anuală este de 11,1 °C, cu o amplitudine termică anuală de 17,3 °C. Cantitatea medie anuală de precipitații este de 832 mm, cu 9,1 zile de precipitații în ianuarie și 6,2 zile în iulie. Pentru perioada 1991-2020, temperatura medie anuală observată la stația meteorologică Météo-France cea mai apropiată, situată în comună, este de 11,6 °C, iar cantitatea medie anuală de precipitații este de 855,5 mm.

## Urbanism

### Tipologie
La 1 ianuarie 2024, comuna Chabanière este clasificată drept comună rurală cu habitat dispersat, conform noii grile comunale de densitate în șapte niveluri stabilite de INSEE (Institutul Național de Statistică și Studii Economice)în 2022. Ea se află în afara unității urbane. În plus, comuna face parte din aria metrpolitană a orașului Lyon, fiind o comună situată în coroana acestuia. Această arie, care cuprinde 397 de comune, este clasificată în categoria ariilor cu 700.000 de locuitori sau mai mult (cu excepția Parisului).

## Toponimie
Numele noii comune este alcătuit din îmbinarea silabelor provenite din poreclele locuitorilor celor trei comune delegate care o compun: Chats („Cha”) pentru Saint-Maurice-sur-Dargoire, Badrais („ba”) pentru Saint-Didier-sous-Riverie și Racanières („nière”) pentru Saint-Sorlin.

## Istoric
Noua comună Chabanière a fost înființată la 1 ianuarie 2017, în urma ordinului prefectural din 5 octombrie 2016, prin reunirea comunelor Saint-Didier-sous-Riverie, Saint-Maurice-sur-Dargoire și Saint-Sorlin, care au devenit comune delegate. Reședința comunei este situată în Saint-Maurice-sur-Dargoire.